# Préfecture du Dachtestan
La préfecture du Dachtestan (en persan : شهرستان دشتستان) est une préfecture de la province de Bouchehr, au Sud-Ouest de l’Iran et proche du golfe Persique.